# AOMG
AOMG là một hãng thu âm độc lập của Hàn Quốc được điều hành bởi Jay Park (sau khi Simon Dominic phát hành ca khúc Me no Jay Park, nói rằng anh không xứng đáng với vị trí co-CEO mà Jay Park giao cho anh và sẽ vẫn đồng hành cùng AOMG đến cùng). AOMG là viết tắt của cụm từ "Above Ordinary Music Group." AOMG đã hợp tác với CJ E&M vào tháng 1/2016 để phân phối âm nhạc ra thị trường.

## Lịch sử
Jay Park thành lập AOMG vào tháng 9 năm 2013. Ban đầu gồm các thành viên Jun Goon (nhà sản xuất), Gray (nhà sản xuất, rapper, single) và Cha Cha Malone (nhà sản xuất, dancer cùng với nhóm nhảy của Jay Park, Art of Movement). Công ty tổ chứ party ra mắt vào tháng 10 tại "The A" ở Seoul với sự chủ trì của Ben Baller. Vào cùng tháng, AOMG xuất xưởng album đầu tiên - mini album của Gray mang tên "Call me Gray".
Tháng 3/2014, sau khi rời Amoeba Culture, Simon Dominic gia nhập AOMG và nắm giữ vai trò Co-CEO. Các nghệ sĩ Elo, Loco, Ugly Duck, DJ Wegun, DJ Pumkin, và Hoody cũng gia nhập công ty trong 2 năm.
Tháng 1/2016, công ty truyền thông CJ E&M công bố rằng họ đang hình thành mối quan hệ đối tác chiến lược với AOMG, phía CJ E&M sẽ "hỗ trợ" AOMG về khoảng phân phối và marketing, AOMG vẫn sản xuất âm nhạc của họ mà không bị bất cứ ràng buộc nào.
Tới giữa năm 2018, Simon Dominic từ chức CEO.

## Nghệ sĩ

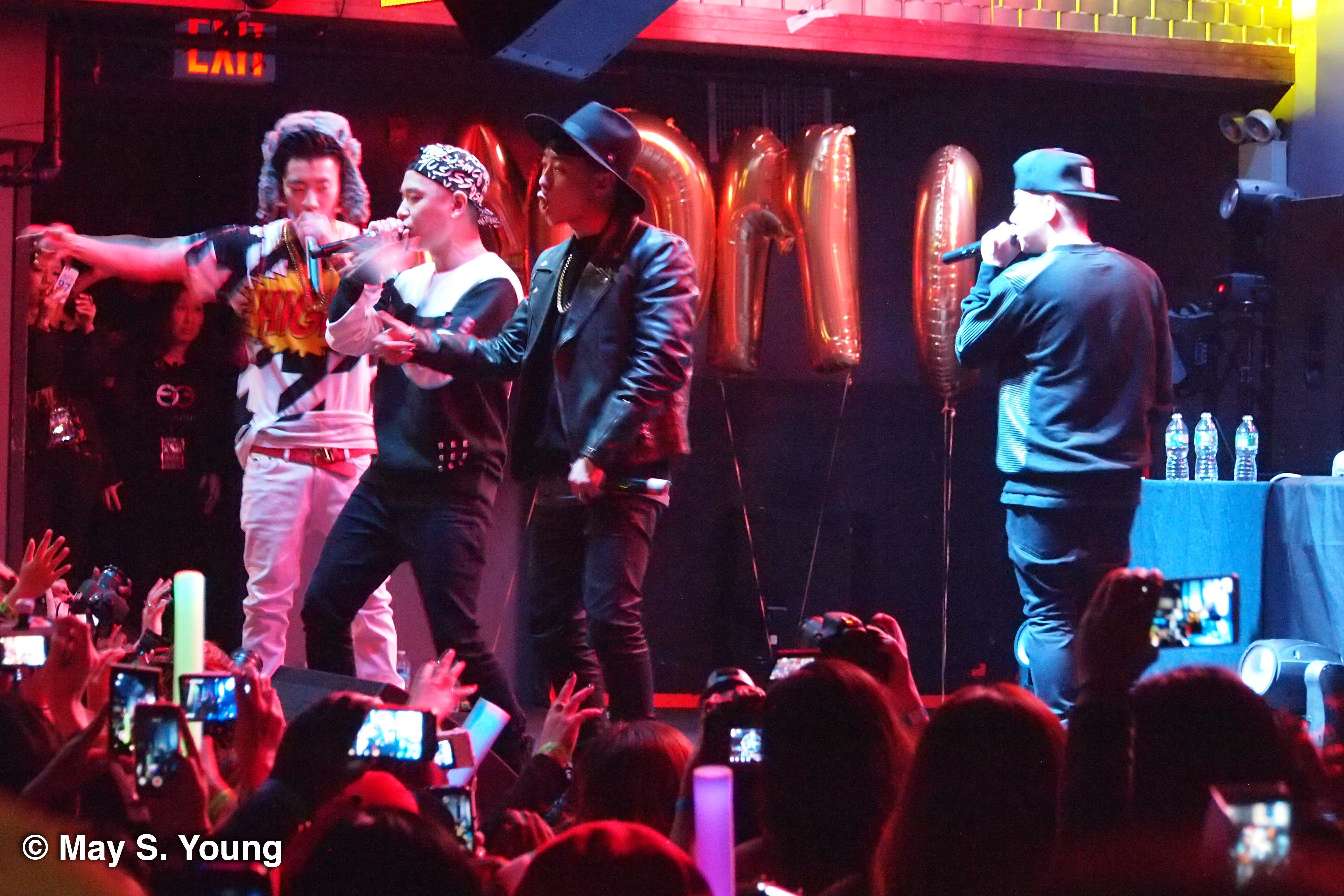
Jay Park, Simon D, Gray, Loco - Tour diễn Hoa Kỳ 2014

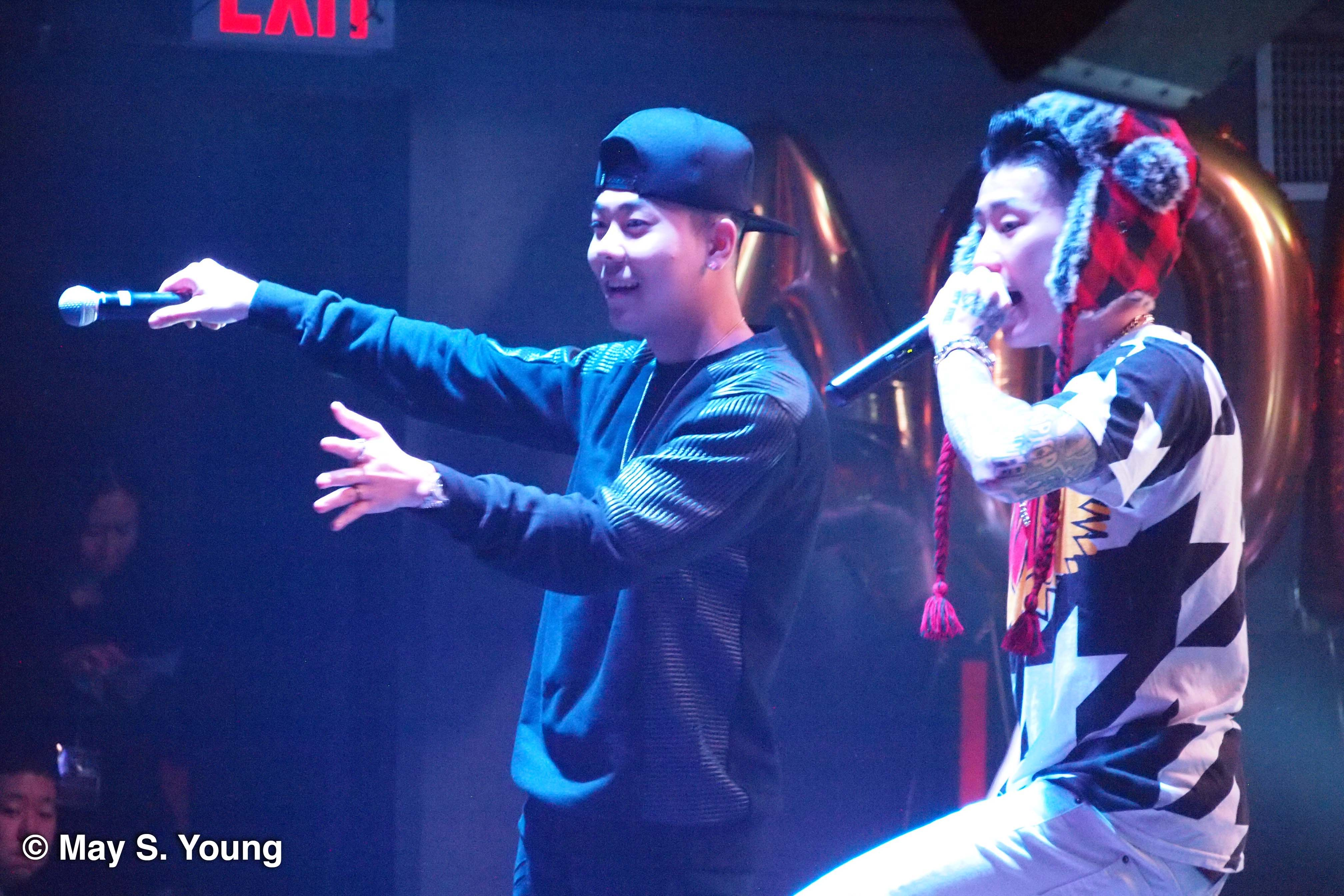
Loco và Jay Park - Tour diễn Hoa Kỳ 2014

- Jay Park (Người sáng lập, CEO, ca sĩ & Rapper)
- Simon Dominic (Rapper)
- Gray (Producer - Vocal - Rapper)
- Hoody (Vocal)
- Loco (Rapper)
- Ugly Duck (Rapper)
- Elo (Vocal)
- DJ Wegun (DJ)
- DJ Pumkin (Co-CEO - DJ)
- Cha Cha Malone (Producer - Dancer)
- Hep (Rapper - Designer - Dancer)
- Woo Wonjae (Rapper)
- Code Kunst (Rapper & music producer & composer)
- Sogumm (Vocal)
- Punchnello (Rapper)
- DeVita (Vocal)
- Lee Hi (Vocal)
- Kim Yugyeom (Vocal - Dancer)
- Coogie (Rapper)
- Meenoi (Vocal)

## Đã phát hành

### Album
| Tên                   | Nghệ sĩ       | Năm  |
| --------------------- | ------------- | ---- |
| Call Me Gray          | Gray          | 2013 |
| Evolution             | Jay Park      | 2014 |
| Locomotive            | Loco          | 2014 |
| Won & Only            | Simon Dominic | 2015 |
| Worldwide             | Jay Park      | 2015 |
| Everything You Wanted | Jay Park      | 2016 |

### Đĩa đơn nhạc số
| Tên                                 | Artist(s)                               | Năm  |
| ----------------------------------- | --------------------------------------- | ---- |
| "Hold Me Tight"                     | Loco                                    | 2014 |
| "Metronome"                         | Jay Park                                | 2014 |
| "NaNa"                              | Jay Park                                | 2014 |
| "The Promise"                       | Jay Park                                | 2014 |
| "Your Love"                         | ELO (ft. The Quiett)                    | 2015 |
| "Just Do It (하기나 해)"            | Gray (ft. Loco)                         | 2015 |
| "MOMMAE (몸매)"                     | Jay Park (ft. Ugly Duck)                | 2015 |
| "Whatever"                          | Ugly Duck (ft. Mayson the Soul, U-Turn) | 2015 |
| "Respect"                           | Loco (ft. Gray)                         | 2015 |
| "Awesome"                           | Loco (ft. Gray)                         | 2015 |
| "Solo"                              | Jay Park (ft. Hoody)                    | 2015 |
| "My Last"                           | Jay Park (ft. Loco, Gray)               | 2015 |
| "Simon Dominic (사이먼 도미닉)"     | Simon Dominic                           | 2015 |
| "W & Only Feat. Jay Park"           | Simon Dominic                           | 2015 |
| "A Piece of Cake (누워서 떡 먹기)"  | Ugly Duck, DJ Wegun                     | 2015 |
| "Asia"                              | Ugly Duck (ft. Reddy, JJJ, DJ Scratch)  | 2015 |
| "All I Wanna Do"                    | Jay Park                                | 2016 |
| "Friends With Benefits"             | ELO (ft. Hoody)                         | 2016 |
| "Like You"                          | Hoody                                   | 2016 |
| "Ain't No Party Like An AOMG Party" | Jay Park (ft. Ugly Duck)                | 2016 |
| "Good"                              | Gray & Loco (ft ELO)                    | 2016 |

## Các chuyến lưu diễn
- AOMG 2014 United States Tour[9]
  - Los Angeles, Belasco Theater (14/11/2014)
  - New York, Stage 48 (15/11/2014)
  - Washington, DC, Echostage (20/11/2014)
- AOMG 2016 United States Tour[10]
- Follow The Movement 2016 Tour[11]
  - Seoul, Blue Square (29-30/1/2016)
  - Busan, BEXCO (13/2/2016)
  - Daegu, EXCO (21/1/2016)
- Follow The Movement 2016 American Tour[12]
  - Chicago, House of Blues (5/4/2016)
  - New York, Playstation Theater (8/4/2016)
  - Houston, Warehouse Live (11/4/2016)
  - Dallas, The Bomb Factory (12/4/2016)
  - Las Vegas, House of Blues (13/4/2016)
  - Los Angeles, Wiltern Theater (14/4/2016)
  - San Francisco, Warfield Theater (16/4/2016)
  - Seattle, Showbox Sodo (17/4/2016)